# Drepanulatrix
Drepanulatrix är ett släkte av fjärilar. Drepanulatrix ingår i familjen mätare.

## Dottertaxa tillDrepanulatrix, i alfabetisk ordning[1]
- Drepanulatrix baueraria
- Drepanulatrix behrensaria
- Drepanulatrix bifilata
- Drepanulatrix carnearia
- Drepanulatrix carneata
- Drepanulatrix carneolata
- Drepanulatrix celataria
- Drepanulatrix cervinicolor
- Drepanulatrix columbaria
- Drepanulatrix electa
- Drepanulatrix ella
- Drepanulatrix faeminaria
- Drepanulatrix falcataria
- Drepanulatrix ferruginosaria
- Drepanulatrix foeminaria
- Drepanulatrix fumosa
- Drepanulatrix hulstii
- Drepanulatrix ida
- Drepanulatrix indurata
- Drepanulatrix lenitaria
- Drepanulatrix litaria
- Drepanulatrix lutearia
- Drepanulatrix mercedulata
- Drepanulatrix monicaria
- Drepanulatrix nevadaria
- Drepanulatrix perpallidaria
- Drepanulatrix pulveraria
- Drepanulatrix quadraria
- Drepanulatrix rindgearia
- Drepanulatrix ruthiaria
- Drepanulatrix secundaria
- Drepanulatrix unicalcarata
- Drepanulatrix usta
- Drepanulatrix verdiaria